# 霍伊山
47°43′36″N 12°11′6″E / 47.72667°N 12.18500°E

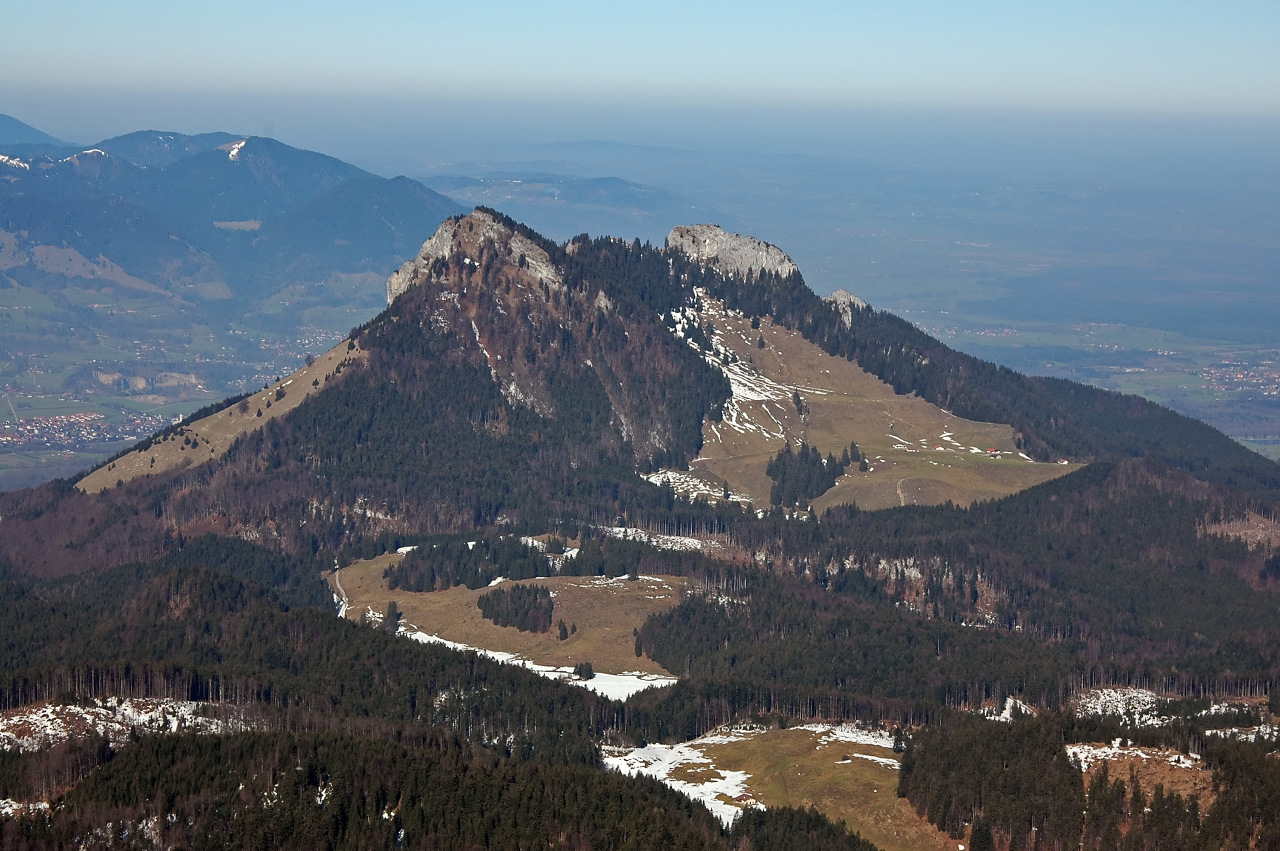

霍伊山（德語：Heuberg）是德國巴伐利亚州的山峰，位於該國東南部，屬於基姆高山脉的一部分，處於因河畔努斯多夫附近，海拔高度1,338米。